# Takashi Shimoda
Takashi Shimoda (jap. 下田崇 Shimoda Takashi; ur. 28 listopada 1975 w Hiroszimie) – japoński piłkarz, reprezentant kraju.

## Kariera klubowa
Od 1994 do 2010 roku występował w klubie Sanfrecce Hiroszima.

## Kariera reprezentacyjna
W 1999 wystąpił w 1 spotkaniu reprezentacji. Został powołany do kadry na Igrzyska Olimpijskie w 1996 roku.

## Statystyki
| Reprezentacja Japonii | Reprezentacja Japonii | Reprezentacja Japonii |
| Rok                   | Mecze                 | Gole                  |
| --------------------- | --------------------- | --------------------- |
| 1999                  | 1                     | 0                     |
| Razem                 | 1                     | 0                     |

## Osiągnięcia
- Puchar Azji w Piłce Nożnej 2000